# Elgaria panamintina
Elgaria panamintina är en ödleart som beskrevs av  George Ledyard Stebbins 1958. Elgaria panamintina ingår i släktet Elgaria och familjen kopparödlor. IUCN kategoriserar arten globalt som sårbar. Inga underarter finns listade i Catalogue of Life.